# Monument 100 jaar Nieuw-Nickerie
Op 8 augustus 1979 werd het monument 100 jaar Nieuw-Nickerie onthuld. Aan de linkeroever van de Nickerierivier was deze nieuwe districtshoofdstad nodig omdat Nieuw-Rotterdam aan de rechteroever door het water was verzwolgen.
Het eeuwfeest werd uitgebreid gevierd en duurde vanaf 4 augustus meerdere dagen lang. Op de STVS werd een documentaire met de titel Mozaïek van Nickerie uitgezonden, die speciaal voor deze gelegenheid was gemaakt door Borger Breeveld in opdracht van het Centraal Instituut Overheids Voorlichting (CIOV). De redactie en presentatie werden gedaan door Desi Truideman. De viering werd verder ingeluid met dankdiensten in alle kerken en tempels. Er werden toespraken gehouden door president Johan Ferrier, premier Henck Arron, de ministers Olton van Genderen en Pannalal Parmessar en districtscommissaris Jules Ajodhia; Ajodhia was ook de voorzitter van de feestcommissie.
Het monument bestaat uit een gedenkplaat. Daarnaast werd een herinneringsboom geplant en hernoemde minister Van Genderen het plein tegenover het Commissariaat tot Eeuwplein (Brasaplein).
Verder werd een landbouwtentoonstelling en een onderwijsbeurs georganiseerd, een snelwandel- en een zwemwedstrijd gehouden, opende Ferrier een speeltuin en traden diverse dans- en muziekgroepen op.